# Colonia Aparecida
Colonia Aparecida es una localidad ubicada en la provincia de Misiones, Departamento 25 de Mayo, Municipio de Colonia Aurora, se encuentra “Colonia Aparecida”, ubicada en una zona rural, sobre la Ruta Provincial Londero N.º 222, km 20.

## Ubicación geográfica

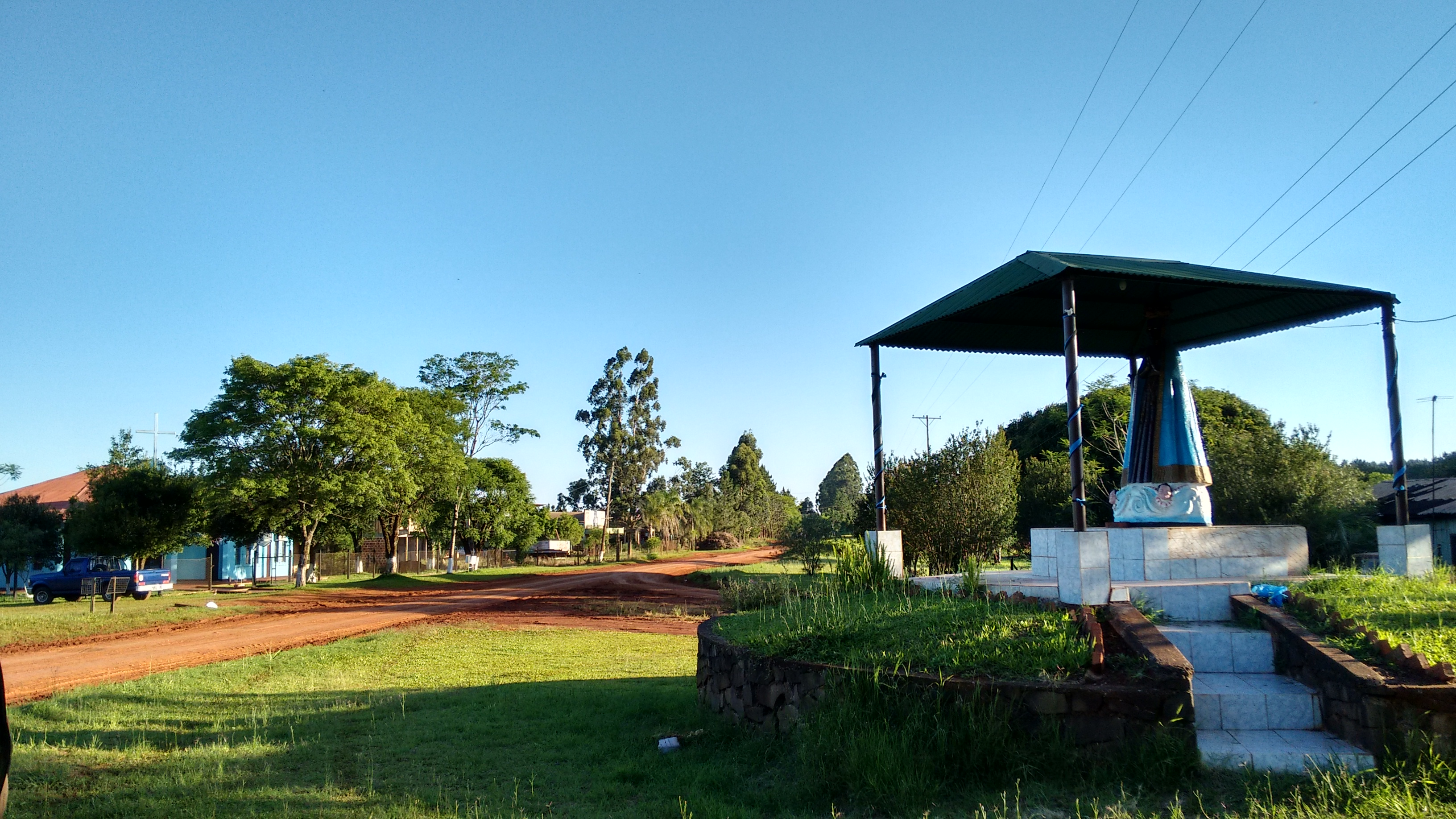
Vista del centro de Colonia Aparecida, Km 20 Ruta Londero 222

Colonia Aparecida está a 37 km del pueblo de Colonia Aurora y a 40 km de la ciudad de San Vicente. Es una pequeña colonia localizada entre dos municipios, Colonia Aurora y San Vicente; pero como ya se mencionó pertenece específicamente al Municipio de Colonia Aurora. También la colonia se encuentra rodeada por dos arroyos: arroyo Los Muertos y arroyo El Dorado; ambos que desembocan en el río Uruguay y que a la vez éste costea todo el Municipio de Colonia Aurora.

## Instituciones Educativas
En Colonia Aparecida funcionan dos establecimientos educativos: la Escuela Nº 389 "Provincia de Corrientes" (enlace roto disponible en Internet Archive; véase el historial, la primera versión y la última). y el colegio Centro Educativo Polimodal Nº 13 "Juan Carlos Pirez" (enlace roto disponible en Internet Archive; véase el historial, la primera versión y la última)., ambas cuentan con edificio propio, brindando servicio educativo desde Nivel Inicial, Primario y Secundario. 
- Datos: Q25414676